# Ligne 100 (Infrabel)
La ligne 100 est une ancienne ligne de chemin de fer en Belgique, elle reliait Maffle à Saint-Ghislain.

## Histoire
La convention du 25 avril 1870 relative au rachat par l’État du réseau (construit et restant à construire) de la Société générale d'exploitation de chemins de fer stipule que les lignes restant à réaliser seront construites par la Compagnie des chemins de fer des Bassins houillers du Hainaut et reversées à l’État lors de leur mise en service. Simon Philippart créera la Société anonyme de construction de chemins de fer pour organiser et assumer financièrement la construction de ce réseau. Les modalités de la convention de 1870 comprennent une ligne de Saint-Ghislain à Ath ainsi qu'un embranchement se dirigeant vers Blaton, via Stambruges (ce dernier ne sera jamais réalisé, étant retiré en juin 1877,).
Le 18 septembre 1879, une ligne de chemin de fer entre Maffle, actuellement une section d'Ath, et Vaudignies (hameau de Chièvres) a été officiellement inaugurée par les chemins de fer belges. Quelques mois plus tard, le 8 novembre 1879, la ligne est prolongée jusqu'à Saint-Ghislain.
Le 6 septembre 1962, le trafic voyageur et marchandise est supprimé entre Maffle et Tertre. Ce tronçon de chemin de fer a été démantelé en 1965. Le service est remplacé par un service d'autobus de substitution de la SNCB sous l'indice 100 (probablement exploité par la Société nationale des chemins de fer vicinaux (SNCV) ou un autocariste pour le compte de la SNCB),. Sa gestion est par la suite transférée en 1977 à  la SNCV puis en 1991 au TEC Hainaut qui l'exploite toujours sous cet indice.
Le reste de la ligne, entre Saint-Ghislain et Tertre, est encore utilisé intensivement pour le trafic de marchandises. Jusqu'en 1970, le trafic de passagers persistait avec des trains réservés aux mineurs sur cette section. Ces trains n'étaient pas mentionnés dans les horaires.